# Ghiacciaio Fowlie
Il ghiacciaio Fowlie (in lingua inglese: Fowlie  Glacier) è un ghiacciaio tributario antartico, lungo 24 km, situato nei monti dell'Ammiragliato, in Antartide.
Partendo da una testata in comune con il ghiacciaio Dennistoun, fluisce in direzione nordovest tra il monte Ajax e il Monte Faget, confluendo poi nel corso principale del ghiacciaio Dennistoun alla base sudorientale del Lyttelton Range.

## Storia
La denominazione del ghiacciaio è stata assegnata in onore di Walter Fowlie, della New Zealand Antarctic Division, assistente di campo del gruppo geologico guidato da Robert H. Findlay, che faceva parte del New Zealand Antarctic Research Program in quest'area nel 1981-82. La proposta iniziale di denominazione fu modificata nel 1994 in relazione a quella del ghiacciaio Dennistoun.